# Língua falada

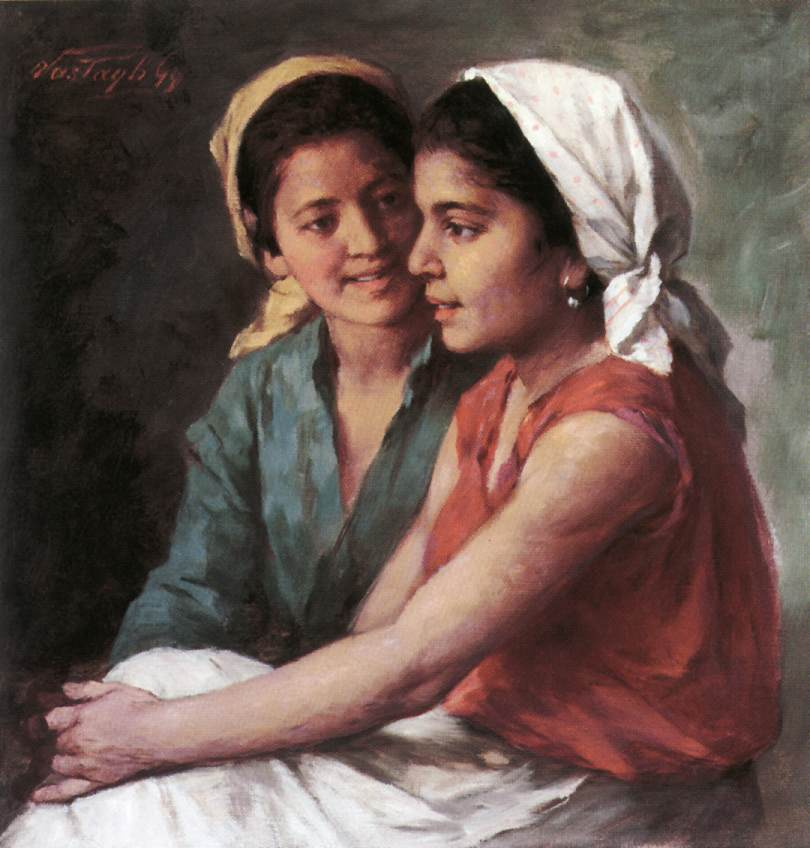
"Conversando", pintura de György Vastagh (1834-1922).

Língua falada é a forma de comunicação humana na qual palavras derivadas de um grande vocabulário (normalmente pelo menos 10 000) juntamente com diversos nomes são pronunciados pela boca. Todas as palavras são formadas por um conjunto limitado de vogais e consoantes, e estas palavras faladas são estruturadas em séries de orações e frases organizadas sintaticamente. O vocabulário e a sintaxe, juntamente com os fones que ela utiliza, definem sua identidade como uma língua natural específica. Pode ser descrita como a "língua por excelência", ou a "língua viva".
Existem algumas línguas humanas que contêm seu próprio vocabulário e sintaxe mas que, no entanto, não são faladas, e sim comunicadas através de gestos. Línguas gestuais têm a mesma origem natural que as línguas faladas, e muitas vezes as mesmas complexidades gramaticais, porém utilizam-se das mãos, braços e rosto, no lugar da boca e de partes dela, como seu ponto de articulação.
Através da audição, as pessoas adquirem conhecimento de sua língua materna, aprendendo-a a partir dos indivíduos que as cercam, geralmente suas mães. A língua falada é mais rica que o idioma escrito; transcrições de um discurso oral, por exemplo, mostram diversas inflexões e hesitações que geralmente são omitidas de outras formas escritas de representação da fala, como roteiros.
Muitos idiomas falados são escritos. Mesmo hoje, no entanto, existem diversos idiomas no mundo que podem ser falados mas não têm uma forma escrita padronizada. No Brasil, existem as línguas autóctones (indígenas), que tradicionalmente são ágrafas. Além disso, também existem as chamadas 'línguas de imigração', resultantes de processos migratórios, como por exemplo o 'alemão-riograndense' ou Riograndenser Hunsrückisch, falado inclusive além das fronteiras do estado do Rio Grande do Sul, tratando-se de uma população de falantes em rápido declínio muito embora estimada em dois a três milhões de falantes; o Hunsrückisch gaúcho tem um histórico de quase dois séculos em solo brasileiro porém nos dias atuais corre perigo de extinção, estando registrado sob o código internacional: iso 639-3 hrx. Estas idiomas podem ser expressos de forma escrita através do alfabeto fonético internacional ou outras formas de transcrição fonética. A língua oral é marcada por características que a diferenciam da língua escrita, como maior informalidade, mais redundâncias e menos conservadorismo, e consideravelmente maior espaço para renovação e criatividade. Até mesmo do ponto de vista da sintaxe, a língua falada geralmente tem seu próprio conjunto de padrões gramaticais, que pode ser bem diferente do que é usado na língua escrita. Em muitos idiomas, a forma escrita é considerada uma língua diferente, uma situação chamada de diglossia.